# Castello di Rezzanello
Il castello di Rezzanello è un castello posto nell'omonima frazione del comune italiano di Gazzola, in provincia di Piacenza. 
L'edificio si trova sulle pendici del monte Bissago, sulla sponda destra del torrente Luretta, a breve distanza dalle ultime propaggini collinari della val Luretta.

## Storia
La presenza del castello viene citato per la prima volta in una pergamena risalente al 1001, con la quale il vescovo-conte di Piacenza Sigerico, il quale aveva contribuito in maniera sostanziale alla costruzione della basilica di San Savino di Piacenza e del relativo monastero, concesse ai monaci benedettini la corte chiamata Regiano con tutte le pertinenze e la metà del castello di Monte Bissago. Delle due corti citate nella pergamena, Regiano viene identificata con Rezzanello, mentre del castello di monte Bissago non è rimasta traccia.
Nel 1212, nell'ambito delle lotte tra guelfi e ghibellini, il castello, così come altre fortificazioni situate all'esterno della città di Piacenza, ospitò la fazione guelfa fuoriuscita dalla città a seguito della minaccia dell'assedio ghibellino, la cui fazione godeva dell'appoggio della famiglia Visconti. Dopo aver perso, nell'agosto 1213 una prima battaglia, combattutasi alle porte della città, nelle vicinanze dell'ospedale di Sant'Antonio, nella quale i guelfi scontarono il mancato appoggio di truppe parmensi, il castello fu teatro di un secondo scontro, culminato nella resa alle truppe milanesi. Nel XIX secolo, furono ritrovati in zone limitrofe al castello diversi resti umani ed equini, nonché parti di armi da taglio e armature, probabilmente risalenti alla battaglia.
Nel 1357 il monastero concesse il castello a Gabriello Boccapiccina, tuttavia il prezzo pattuito venne giudicato non consono da parte del papa, dando il via ad una vertenza che si concluse con la concessione del castello al Boccapiccina per 10 anni dietro pagamento annuale di un canone. Dopo la scadenza dell'accordo il castello non rientrò nei possessi del monastero, ma passò alla famiglia Chiapponi a seguito di un lascito. Nel 1454 la famiglia, nella persona del dottor Bartolomeo, ottenne l'investitura sul castello e su tutti i terreni annessi da parte del monastero di San Savino, in cambio dell'impegno al potenziamento delle fortificazioni e alla ristrutturazione di diversi stabili posti sia all'interno sia all'esterno delle mura difensive.

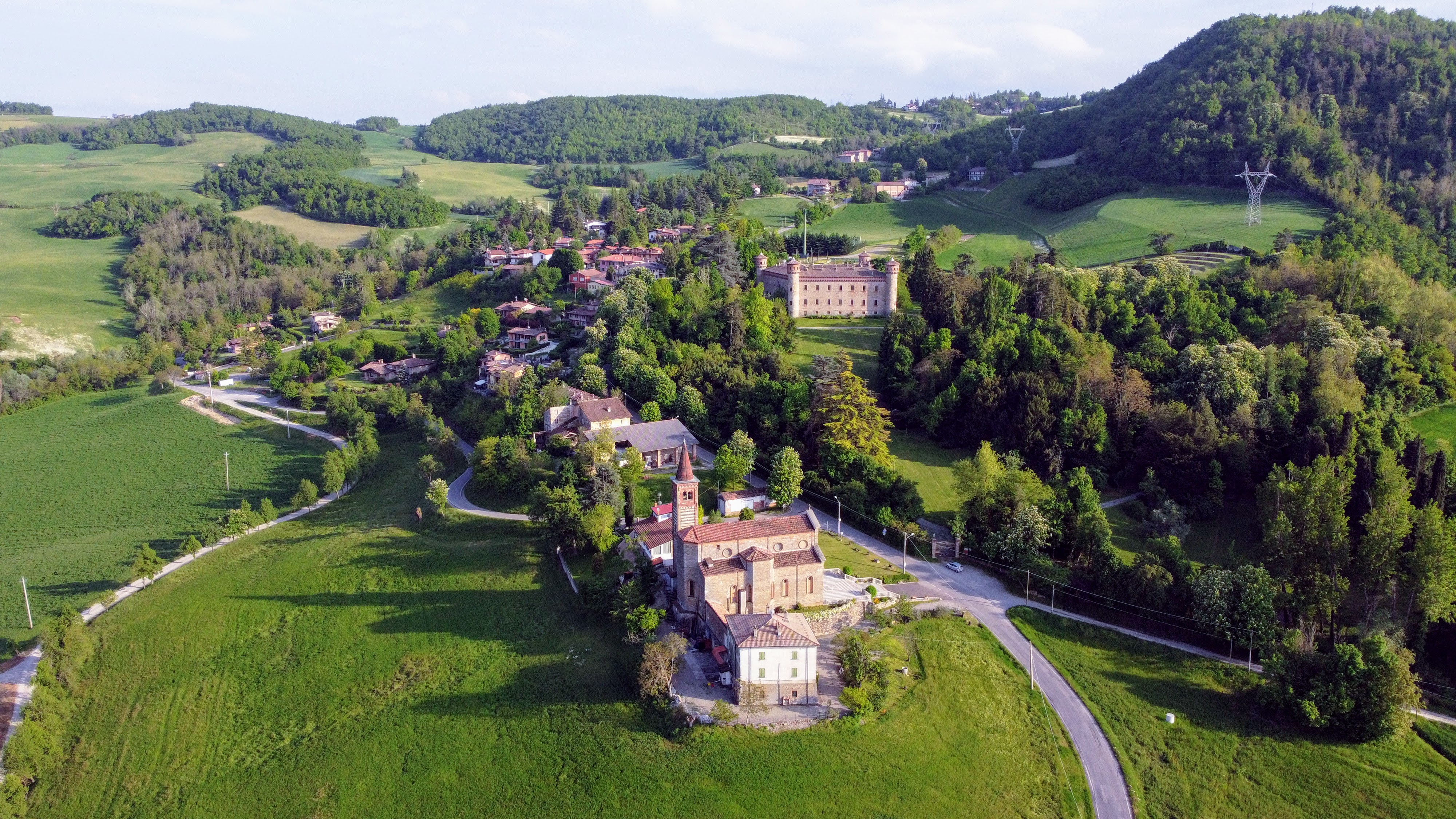
Veduta aerea di Rezzanello con il castello

Durante la parte finale del XVI secolo, a seguito della profonda riorganizzazione a cui fu soggetto l'ordine dei Benedettini, il castello, insieme agli altri beni del monastero di San Savino, entrò nelle proprietà dei monaci Gerolamini, i quali, nel 1580, lo cedettero al Venerabile Collegio Inglese di Roma. La famiglia Chiapponi, tuttavia, riuscì a mantenere il possesso del feudo fino all'estinzione del ramo famigliare, avvenuta nel 1796, anno in cui ad essi subentrò la famiglia Scotti di San Giorgio. Gli Scotti, poco dopo aver ottenuto il castello, avviarono una dura contesa con il collegio romano che, infine, cedette la proprietà del castello a seguito del pagamento di un ingente risarcimento.
Dopo essersi assicurati il possesso della costruzione, gli Scotti decisero la trasformazione dell'edificio in dimora signorile, realizzando importanti lavori di ristrutturazione e modifica. Nel 1898, dopo che l'ultimo erede della famiglia Scotti aveva sperperato buona parte delle ricchezze famigliari, il castello fu venduto ai fratelli Antonio e Francesco Lombardi, che mantennero la proprietà fino al 1905 quando il maniero fu ceduto ai fratelli Corrado e Giuseppe Manfredi; l'ingegner Giuseppe Manfredi affidò il restauro all'architetto Camillo Guidotti, che, in precedenza, aveva curato il restauro del duomo di Piacenza. Gli interventi di restauro realizzato dall'architetto Guidotti, realizzati secondo lo stile tardo-romanico in voga al momento, furono piuttosto invadenti, alterando l'aspetto originario del complesso, con effetti visibili soprattutto nella fascia sottotetto e sulla sommità delle torri.
Nel 1918 il castello fu comprato dal commendator Bombrini di Genova che mantenne la proprietà fino al 1930, anno in cui l'edificio venne acquisito dalla Società Anonima Fides di proprietà dei conti Cigala Fulgosi. Nel 1938 l'edificio diventò di proprietà delle Madri Orsoline di Piacenza che l'acquistarono dal conte Gino Cigala Fulgosi e ne fecero la sede della Casa del Divin Cuore: le suore lo sfruttarono con l'organizzazione di convegni di ambito religioso e per la villeggiatura estiva, in collaborazione con diverse parrocchie limitrofe, l'Azione Cattolica e altri movimenti di stampo cristiano.
Nell'aprile 1941 il castello, dopo essere stato sottoposto ad alcuni lavori tra cui la realizzazione di una recinzione con reti metalliche e filo spinato, il castello venne adibito a campo di prigionia per soldati avversari catturati in azioni di guerra, diventando il primo sito della provincia ad essere riadattato a questo scopo, grazie alla sua posizione defilata che lo metteva al riparo da possibili bombardamenti. I primi prigionieri, una ventina di ufficiali inglesi accompagnati dai rispettivi attendenti, vennero condotti al castello il mese successivo; ad essi si aggiunsero in seguito altre unità inglesi, australiane e indiane. Nel maggio 1943 i prigionieri furono trasferiti e sostituiti da un contingente composto da ufficiali inferiori sudafricani, ai quali poi succedettero ufficiali inferiori britannici e, infine, soldati greci, i quali rimasero all'interno del castello fino all'armistizio dell'8 settembre 1943.
Nel 1987 i coniugi Maddalena e Lorenzo Fiorani acquistarono il castello dalle Orsoline, avviando il restauro di diverse parti murarie, nonché sfruttandolo, a partire dal 1996, in ambito culturale e ricreativo con visite guidate, eventi e cerimonie.

## Struttura
Il castello presenta una pianta trapezoidale con quattro torri angolari di forma cilindrica, le quali presentano decorazioni in cotto e beccatelli. Le torri sono caratterizzate da una forma slanciata, presentano, alla sommità, uno sporto retto da archetti e terminano in un tetto di forma conica. Al centro della struttura è presente un vasto cortile interno. Lo stesso tipo di archetti in doppio ordine si ripresenta come decorazione nel sottotetto. Con lo scopo di adeguare il castello alle esigenze abitative sono state aperte numerose finestre, regolarmente distribuite su tutte le facciate.
Al limitare della conca al cui interno è posto il castello si trova un parco esteso per 7 ha dove sono presenti alberi secolari ed essenze esotiche, due piccoli laghi, uno dei quali dotato di una fontana a spruzzo e tre fonti da cui sgorga acqua ricca di magnesio.